# Новое Елхово
Новое Елхово  — деревня в Лениногорском районе Татарстана. Входит в состав Урмышлинского сельского поселения.

## География
Находится в южной части Татарстана на расстоянии приблизительно 40 км на запад-северо-запад по прямой от районного центра города Лениногорск.

## История
Основана в 1895 году переселенцами из села Старое Елхово.

## Население
Постоянных жителей было: в 1920 году- 354, в 1926—349, в 1938—443, в 1949—473, в 1958—347, в 1970—262, в 1979—141, в 1989 — 71, в 2002 году 66 (татары 91 %), в 2010 году 69.